# Action painting
L'action painting (littéralement « peinture d'action »), ou parfois gestural abstraction ( abstraction gestuelle, peinture gestuelle), désigne aussi bien la technique picturale (projection, écoulement ou étalement de peinture de façon spontanée et non figurative) que le mouvement pictural d'art abstrait apparu au début des années 1950 à New York.
Une autre tendance de cette école de New York est composée d'artistes regroupés sous le courant Color Field painting (Clyfford Still, Mark Rothko, Barnett Newman).

## Historique
Le terme a été proposé en 1952 par le critique américain Harold Rosenberg pour caractériser l'importance de la gestualité dans le travail de certains artistes expressionnistes abstraits.
Généralement associé à l'expressionnisme abstrait, l'action painting est apparu aux États-Unis, peu après la Seconde Guerre mondiale. À cette époque, New York avait l'ambition de devenir le nouvel épicentre artistique du monde.
Les techniques de l'action painting sont encore massivement utilisées dans l'art contemporain. Ce mouvement n'a pas connu d'âge d'or, ni de réelle fin. Néanmoins, à la fin de la décennie, la direction du mouvement est passée aux peintres imagistes abstraits et aux acteurs des couleurs. Les artistes des années 1960 leur ont reproché l'irrationalité de leurs œuvres.

## Caractéristiques

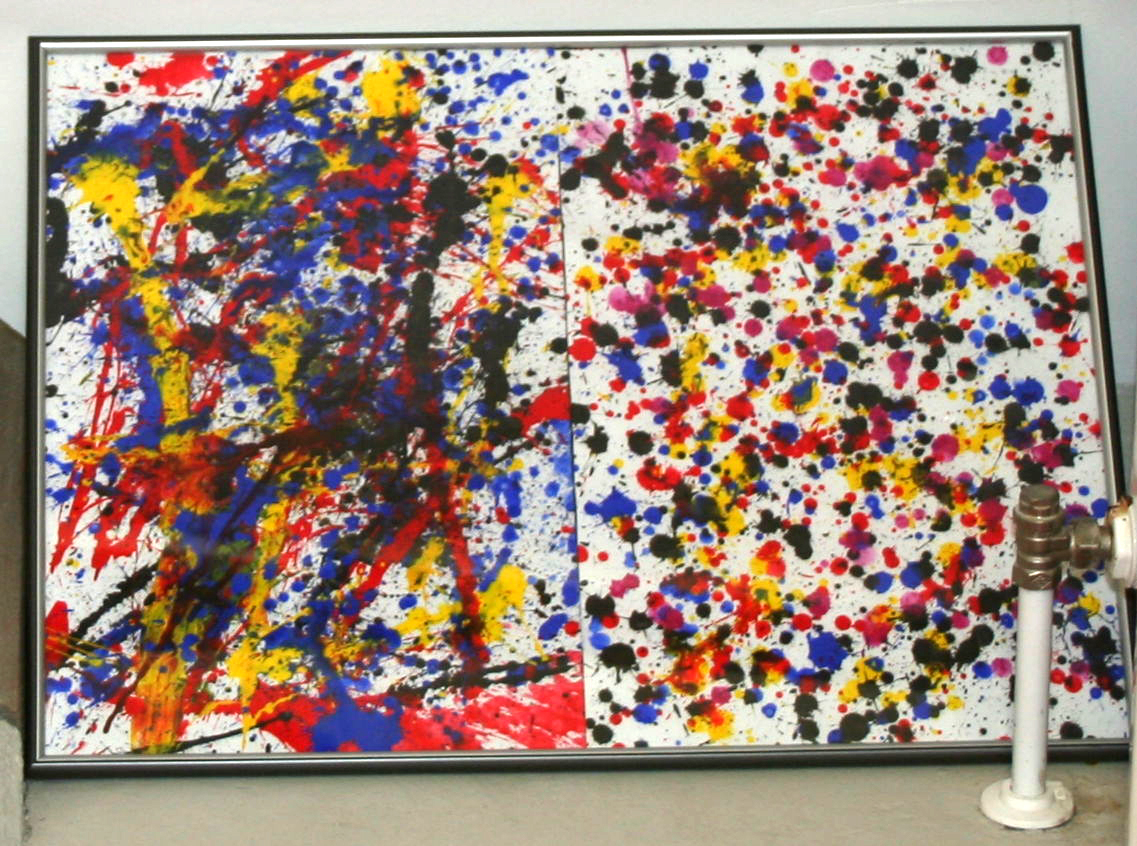
Action painting.

L'attitude artistique de l'action painting privilégie l'acte physique de peindre. Les suggestions figuratives sont écartées.
Les artistes réalisent ces œuvres abstraites en peignant, égouttant ou projetant de la couleur sur la toile. La structure du tableau résulte de l'intuition de l'artiste mais aussi des divers comportements de la couleur (coulures…). L'énergie vitale et la psyché qui animent le corps du peintre constituent le moteur, la ressource et le sens du travail.
Peindre apparaît alors comme un moment d'existence irréfléchi et pulsionnel. L'œuvre est un témoignage du corps vivant, en action et en mouvement dans l'instant. Ces caractéristiques font de l'action painting une pratique d'art action.

## Artistes de l’action painting
- Jackson Pollock (1912-1956) est certainement la figure principale de ce mouvement artistique. Il utilise une forme de l'action painting, la technique du dripping dans laquelle la couleur est projetée (par un bâton trempé dans la couleur) de manière contrôlée sur une toile posée à même le sol. L'un de ces tableaux où il utilise cette technique est One: Number 31, 1950.
- Willem De Kooning (1904-1997), peintre par excellence de l'expressionnisme abstrait, fera comme Pollock un bout de chemin dans l'action painting.
- Franz Kline (1910-1962) utilise des fragments de ses propres dessins qu'il agrandit et reporte sur des grands formats. Il privilégie avec ses larges brosses le contraste du noir et du blanc, créant des œuvres monumentales et charpentées de bandes de peinture qui se croisent et s'entrecroisent.
- Elaine Hamilton (1920-2010)
- Sam Francis (1923-1994)
- Roberto Matta (1911-2002)